# 요노스케 이야기
《요노스케 이야기》(横道世之介, A Story of Yonosuke)는 일본에서 제작된 오키타 슈이치 감독의 2013년 드라마 영화이다. 코라 켄고 등이 주연으로 출연하였다. 테마송의 제목은 이마오이키타(今を生きて)이며 ASIAN KUNG-FU GENERATION이 참여하였다.
이 영화는 2013년 6월 제13회 일본 영화제 닛폰 커넥션에서 상영되었다. 미국에서는 2013년 7월 13일 뉴욕 아시아 영화제에서 초연되었으며 샌디에이고 아시아 영화제, 그리고 오스트레일리아의 일본 영화제에서도 상영되었다.

## 출연

### 주연
- 코라 켄고
- 이케마츠 소스케
- 요시타카 유리코

### 조연
- 이토 아유미
- 아야노 고
- 아사쿠라 아키
- 쿠로카와 메이

## 기타
- 원작자: 요시다 슈이치